# Indischer Subkontinent

Indischer Subkontinent

Chronologischer Verlauf der Verschiebung des indischen Subkontinents

Der indische Subkontinent ist die Landmasse südlich des Himalaya und ein Teil von Südasien. Der Großteil der Region wird vom indischen Staatsgebiet eingenommen, weitere Staaten mit territorialen Anteilen am Subkontinent sind Bangladesch, Bhutan, Nepal, Pakistan und Sri Lanka. Geografisch lässt sich der indische Subkontinent auch durch die beiden Ströme Indus und Ganges als natürliche Umgrenzung beschreiben; der namengebende Indus ist mit 3180 km der längste Fluss auf dem Subkontinent, er ist der wichtigste Strom in Pakistan; der Ganges (2511 km lang) ist der wichtigste Fluss in Indien und Bangladesch.

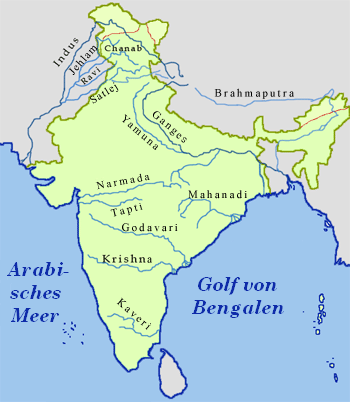
Flüsse auf dem Subkontinent (hervorgehoben ist der heutige Staat Indien)
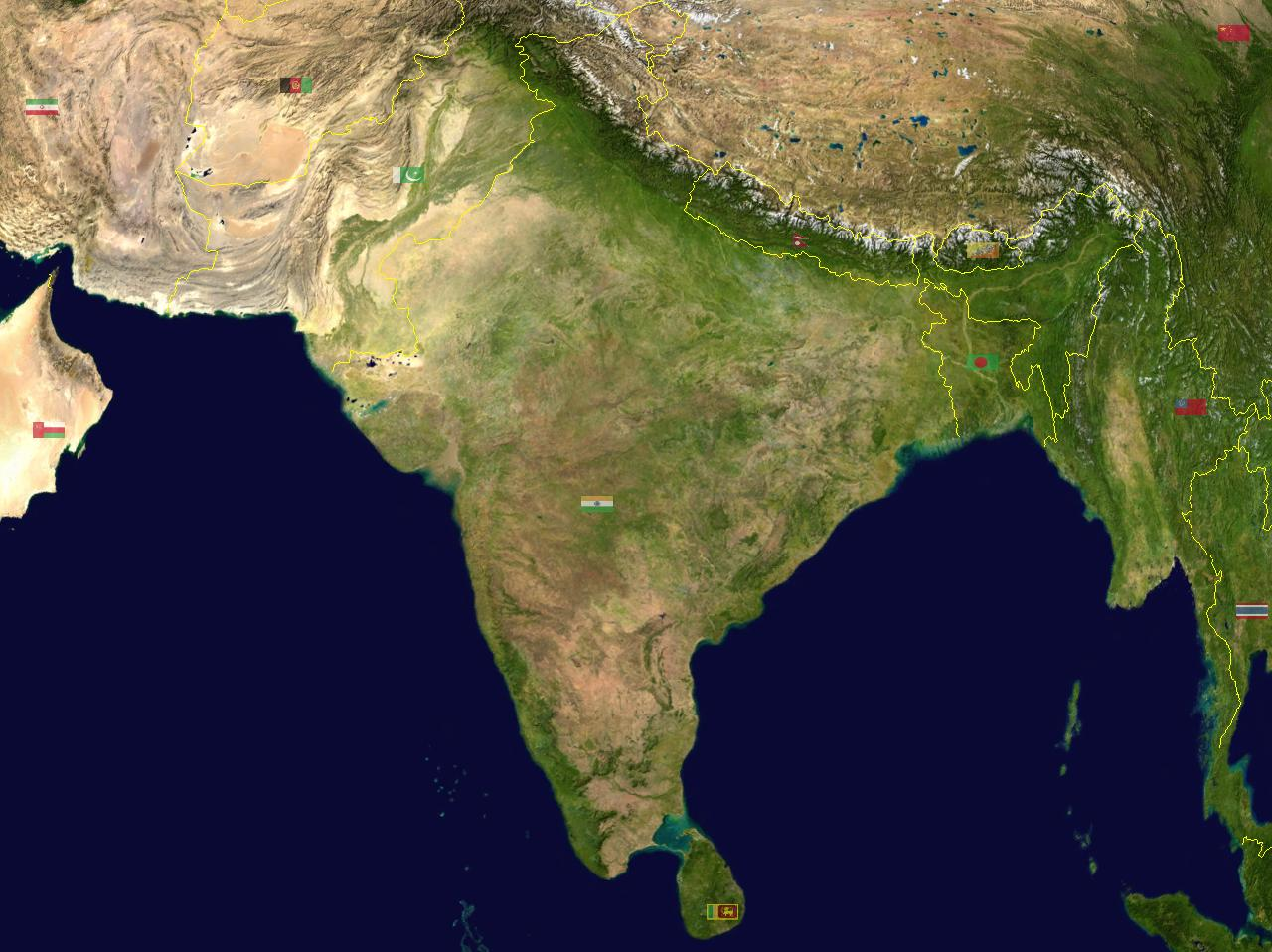
Der indische Subkontinent mit Staatsgrenzen

Diese Region wird als „Subkontinent“ bezeichnet, weil die Landmasse nicht Teil der Eurasischen Platte ist, sondern ein Teil der Indischen Platte. In der Erdgeschichte war diese Landmasse Teil einer Lithosphärenplatte, die sich vom Großkontinent Gondwana löste und sich von der Südhalbkugel nach Norden bewegte. Infolge der Kollision mit der Eurasischen Platte faltete sich der Himalaya auf und es kam zu einer Landverbindung mit Asien.
Die geologisch-tektonische Begrenzungen des indischen Subkontinents sind im Hauptartikel Geologie des indischen Subkontinents unter dem Kapitel Erstreckung und tektonische Begrenzungen dargestellt.

## Geologie

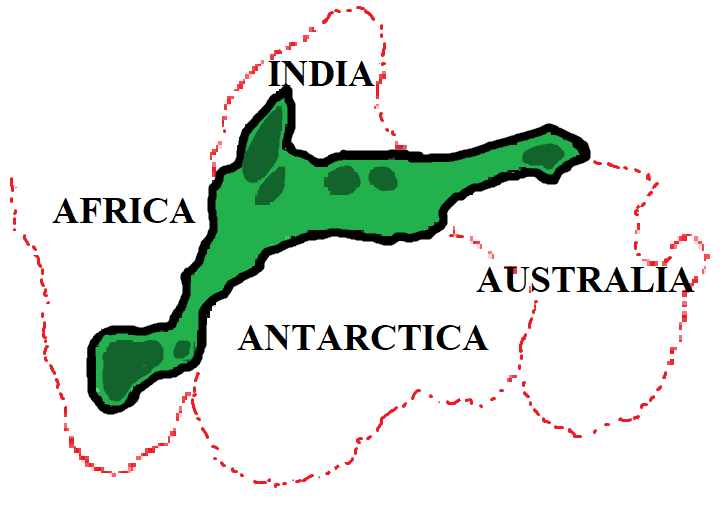
Hypothetische Paläogeographie vom Kontinent Ur
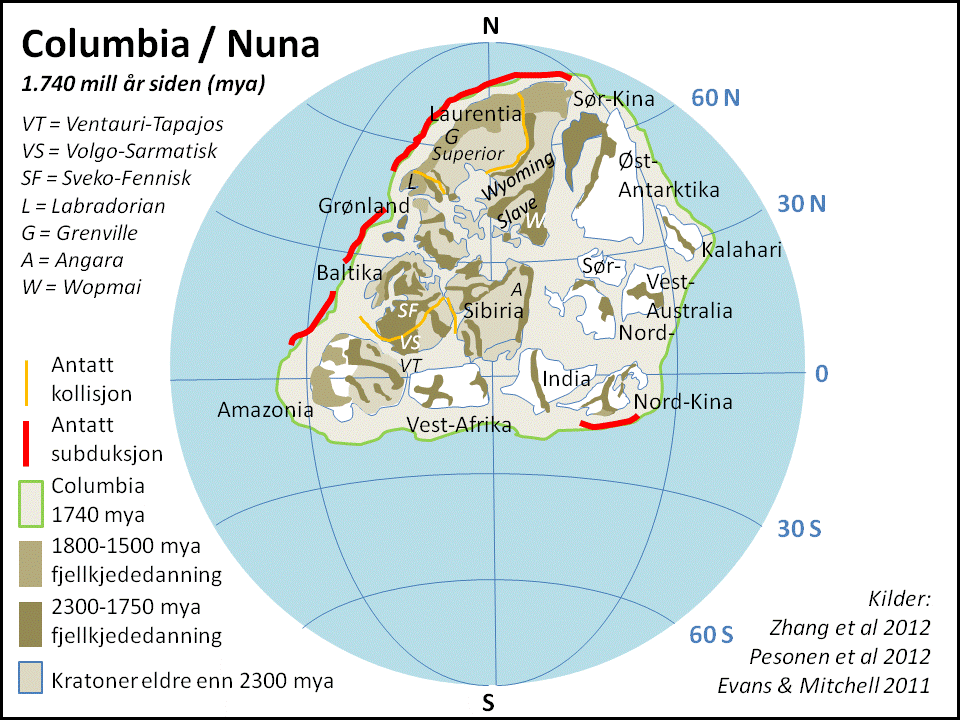
Rekonstruktion des Superkontinents Columbias um 1740 mya

Die ältesten Krustenblöcke des indischen Subkontinents waren archaischen Bestandteile des ersten hypothetischen Kontinents Ur. Dieser formierte sich vor etwa drei Milliarden Jahren. Die indischen Dharwar-, Singhbhum- und Bastar-Kratone nahmen darin eine zentrale Position ein und werden zum South Indian Block zusammenfasst. Verbunden war dieser Block mit dem südwestaustralischen Yilgarn-Kraton und dem ostantarktischen Napier-Komplex sowie südafrikanischen Kratonen. Die indischen Kratone mit dem Yilgarn-Kraton und dem Napier-Komplex bildeten einen zusammenhängenden Megakraton, South Indian-Westaustralia (SIWA) genannt. Dieser Megakraton zerbrach ab 2400 mya. Der South Indian Block kollidierte ab 2250 mya mit dem Bundelkhand-Kraton des North Indian Blocks, wodurch die Central India Tectonic Zone gebildet wurde. Daraus resultierte ein zusammenhängender Lithosphärenblock, der Groß-Indien genannt wurde. Groß-Indien kann als den Kontinentalblock definiert werden, der um die subduzierten Bereiche größer war als nach der Kollision mit der Eurasischen Platte (siehe auch → Groß-Indien). Diese Prozesse können der frühen Formierungsphase des Superkontinents Columbia zugeordnet werden. Columbia zerfiel ab 1600 mya, aus dessen Fragmente sich der neue Superkontinent Rodinia bildete.
In weiteren tektonischen Prozessen wurde Groß-Indien Bestandteil von Gondwana, insbesondere Ostgondwanas. Bis ca. 520 mya war er verbunden mit dem Ostafrikanischen Orogen einschließlich Ostmadagaskars sowie Ostantarktikas sowie Teilen von Western Australia. Die Spreizung zwischen Groß-Indien und Afrika begann mit Krustendehnung und erste Ozeanbodenspreizung ab ca. 163 mya. Um 126 mya war Groß-Indien von Afrika vollständig getrennt und damit rrfolgte auch die Trennung Ostgondwanas von Westgondwana. Die Separierung Groß-Indiens von Ostantarktika, Australien, Madagaskar und den Seychellen erfolgte zwischen ca. 160, 155, 90 und 65 mya. Nach der Trennung von Madagaskar begann Groß-Indien nach Nordost zu driften und mit Laurasia zu kollidieren. Dabei wurde die Neotethys geschlossen und der Indische Ozean öffnete sich. 
Das Grundgerüst des indischen Subkontinents bilden die archaischen Kratone. Diese umfassen den Bundelkhand-Kraton, Dharwar-Kraton, Bastar-Kraton und Singhbhum-Kraton. Die Dharwar-, Bastar- und Singhbhum-Kratone bilden eine zusammenhänge Kette, die sich vom mittleren Süden bis zum Nordosten des indischen Subkontinents erstreckt. Der Bundelkhand-Kratone liegt im mittleren Norden des indischen Subkontinents. Obwohl diese Kratone unterschiedliche geologische Merkmale aufweisen, ist ihnen der prinzipielle granitische Grundaufbau mit metamorph überprägten Gneisen, TTG-Komplexen und Grünsteingürteln gemeinsam.
Des Weiteren bildeten sich Krustenblöcke, wie der Chotanagpur-Gneiskomplex, das Shillong Plateau, jeweils im Nordosten sowie das Southern Granulite-Terran im Süden. Der Chotanagpur-Gneiskomplex war ursprünglich Bestandteil des Ur-Kontinents und wurde um ca. 2250 mya in die Central India Tectonic Zone eingegliedert und anschließend während der Entwicklungen von Columbia und Rodinia mehrfach tektonisch-thermisch überarbeitet. Das Shillong-Plateau, das auch zusammengefasst als Shillong–Meghalaya Gneissic Complex bezeichnet wird, ist ein isolierter Krustenblock mit einer bis zu 1961 Meter hohen gebirgigen Hochebene. Geologisch bildet es einen von West nach Ost verlaufenen Horst im südlichen Himalaya-Vorlandbecken. Das Southern Granulite-Terran hatte sich südlich des Dharwar-Kratons zwischen den westlichen und östlichen Kontinentalrändern des südlichen indischen Kontinentalblocks gebildet. Das Terran besteht im Wesentlichen aus dem Madurai Block und dem Trivandrum Block mit dem Nagaercoil-Block. Die Moyar-Bhavani-Cauvery-Suturzone trennt das Terran vom Dharwar-Kraton.
Das bedeutendste Gebirge im indischen Subkontinent ist der Himalaya und zugleich das höchste weltweit. Er ist durch mehrere parallel verlaufende tektonisch-geologischen Strukturen gekennzeichnet. Es sind der Tethys-Himalaya, der Hohe Himalaya, der Niedrige Himalaya und die Siwaliks. Der Tethys-Himalayas ist charakterisiert durch eine mächtige sedimentäre Sequenz verschiedenartiger Zusammensetzung. Sie bildete sich am nördlichen Kontinentalrand Gondwanas im Bereich des damaligen indischen kontinentalen Krustenblocks im Zeitraum vom Kambrium bis zum Eozän. Das Gesteinsspektrum de hohen Himalayas setzt sich aus einer bis zu 30 km mächtigen Abfolge von klastischen Sedimenten und kristallinen Gesteinspaketen zusammen. Die Sedimente lagerten sich ursprünglich zwischen dem Kambrium und dem Eozän am nördlichen passiven Kontinentalrand des indischen Kontinentalblocks während der Palaeotethys- und der Neotethys-Entwicklungen ab. Der Niedrige Himalaya besitzt ein Gesteinsspektrum, das sich überwiegend aus sedimentären und magmatischen Einheiten zusammensetzt, die vom mittleren Paläoproterozoikum bis zum Mesozoikum datieren. Sie wurden ursprünglich auf der kontinentalen Kruste des damaligen indischen Kontinentalblocks abgelagert und bilden eine autochthone Zone. Zwischen dem Eozän und dem Oligozän wurden Klippen aus dem Hohen Himalaya in die allochthone Zone verschoben. Die Siwaliks bilden eine Vorgebirgskette des Niedrigen Himalayas. Sie bestehen aus einer bis zu ca. 6000 m mächtigen Sequenz unterschiedlicher klastischer Sedimente, die als Süßwassermolasse zwischen dem mittleren Miozän und dem späten Pleistozän in Vorlandbecken, einem Vorläufer der Indus-Ganges-Brahmaputra-Ebene, transportiert wurden. Neben dem Himalaya bildeten sich weitere Gebirge bzw. orogene Gürtel. Die bedeutendsten sind der Singhbhum Mobile Belt, das Aravalligebirge, die Ostghats, die Westghats, das Satpuragebirge sowie das Vindhyagebirge.
In westlich-zentralen Bereichen des indischen Subkontinents bildete der Dekkan-Trapp eine der größten kontinentalen magmatischen Großprovinzen weltweit. Er bestehen aus vielen Bänken von erstarrtem Flutbasalten, die die namengebenden treppenartige Strukturen bilden. Die Entstehung des Dekkan-Trapps wird mit dem Zerfall Ostgondwanas und der Kontinentaldrift von Groß-Indien mit Überquerung des Réunion-[[Hotspot (Geologie)<Hotspots]] in Verbindung gebracht. Die magmatischen Ausbrüche ereigneten sich diskontinuierlich zwischen etwa 69 und 62 mya und erstreckten sich über die Grenze zwischen dem Ende der Kreide und dem Anfang des Paläozäns. Das Gesteinsspektrum besteht überwiegend aus tholeiitischen Basalten, in die sedimentäre Zwischenlagen eingeschaltet sind.
Zwischen oder innerhalb von Kratonen entstanden Sedimentbecken unterschiedlicher Lage und Größe. Es sind vor allem das Vindhyan Becken, das Marwar-Becken, das Cuddapah Becken und das Chhattisgarh Becken sowie die Indus-Ganges-Brahmaputra-Ebene. In ihnen lagerten sich verschiedenartige mächtige Sedimente ab. Das Alter dieser Becken reicht vom Neoarchaikum bis zum Neoproterozoikum. Eine Besonderheit bildet die Gondwana-Supergroup, die weitverbreitet vorkommt.
Im Nordwesten des indischen Subkontinents bildete sich Thar-Wüste. Sie entwickelte sich vermutlich zwischen ca. 10.000 bis 8000 mya bedingt durch die Austrocknung des Ghaggar-Stromes und mehrerer Seitenflüsse infolge tektonischer Aktivitäten. 